# Eddie Taylor (gitarist)
Edward Taylor (Benoit, 29 januari 1923 – Chicago, 25 december 1985) was een Amerikaanse bluesgitarist en -zanger.

## Biografie
Eddie Taylor bracht zich als kind het gitaarspel zelf bij. Memphis Minnie, die een voormalige klasgenote was van zijn moeder en af en toe inviel als babysitter bij de vriendin, bracht de jonge Eddie voor de eerste keer in aanraking met de gitaar. Eerst speelde hij op een zelf gebouwd instrument, totdat zijn moeder in 1936 voor twaalf dollar een gitaar bestelde bij Sears & Roebuck.
Tot dit moment had hij belangrijke muzikanten als Charley Patton, Son House, Robert Johnson en Big Joe Williams live gezien. Deze muzikanten namen platen op en zijn derhalve nu nog bekend. In een interview uit de vroege jaren 1970 noemde Taylor echter ook muzikanten als Popcorn, Nedass en Tango, die ook invloed uitoefenden op hem, maar nooit platen uitbrachten. Popcorn toonde hem ook enkele nummers op de gitaar, toen de tiener weer eens stiekem in de bars en op houseparties binnenglipte. Maar hij werd ook door het medium plaat en de radio gekenmerkt. Terwijl op de radio voornamelijk cowboysongs werden gedraaid, hoorde hij op de Seeburg-jukeboxen Little Brother Montgomery, Tommy McClennan en Peetie Wheatstraw.
Inmiddels woonde Eddie Taylor met zijn beide jonge broers/zusters en zijn moeder in Stringtown (Mississippi) en werkte hij in de landbouwsector. In zijn jonge jaren trad hij meestal op zaterdagavond op in de omgeving van Leland (Mississippi) op straathoeken en op pleinen in de binnenstad. Zijn toenmalige programma bestond uit songs van Charley Patton, Arthur Crudup en Peetie Wheatstraw en uit een mengeling van deze nummers, als het repertoire was uitgeput. Indien blank publiek aanwezig was, speelde Taylor ook songs van Roy Acuff. Volgens eigen zeggen verdiende Taylor tussen 25 en 30 dollar per nacht. In 1943 verhuisde hij naar de bluesmetropool Memphis (Tennessee). Daar werkte hij als vrachtwagenchauffeur voor een firma, die een speciaal contract had met het leger, zodat Taylor het geluk had, niet te worden opgeroepen voor de krijgsdienst. Hij ontmoette de iets oudere gitaristen Johnny Shines en Robert Lockwood jr., die al plaatselijke bekendheid genoten, in tegenstelling tot B.B. King, die net als Eddie Taylor, woensdagavond bij de wekelijkse talentenjachten in de Beale Street hun eerste sporen verdienden. Tot dit tijdstip speelden alle gitaristen nog op akoestische instrumenten, omdat een versterker en een e-gitaar bij Sears & Roebuck een te hoge aanschaffingsprijs vergde. Eddie Taylor maakte desondanks die investering en formeerde in 1947 een band met Joe Hill Louis en Eddies broer Milton aan de drums.
Twee jaar later verhuisde Taylor met zijn diep in deltablues verwortelde stijl naar Chicago en speelde direct op de zeer populaire Maxwell Street voor drinkgeld. Uiteraard waren er toentertijd zeer veel, zeer goede en zeer bekende bluesmuzikanten in Chicago. Daarom speelde Eddie Taylor met zijn broer Milton en Jimmie Lee Robinson in de Alibi Club voor de niet zeer hoge gage van 15 dollar per nacht. Om deze reden werkte hij in verschillende banen buiten het muziekcircuit om zich te verzekeren van zijn basisbehoeften.
Toevallig ontmoette hij in Chicago zijn vriend Jimmy Reed, die al sinds zijn ontslag uit het leger hier woonde. Taylor en Reed kenden elkaar al uit de jeugdjaren en de iets oudere Eddie had zijn vriend toentertijd gitaarles gegeven. Reed voegde zich bij de andere bandmuzikanten, nadat Taylor zei, dat hij zich moest concentreren op zang en bluesharp en de meer complexe gitaarlijnen aan hem kon toevertrouwen. Eigenlijk speelde Jimmy Reed dus in de band van Eddie Taylor en niet omgekeerd, toen beiden in 1953 hun plaatdebuut hadden bij Chance en even later bij Vee-Jay Records. Jimmy Reed was weliswaar de meest succesvolle, zodat Reed meer platen uitbracht, die verreweg hogere verkoopcijfers haalden. Desondanks was Taylor tot dusver orkestleider en arrangeur, Reed de frontman en songwriter. Taylor nam bij Vee-Jay Records meerdere singles op, waaronder de nummers Bad Boy, Big Town Playboy (zijn commercieel succesvolste), Find My Baby en Looking for Trouble
Ofschoon hij nooit de bekendheid van menige van zijn collega's haalde, werd hij een vast bestandsdeel van het bluescircuit van Chicago. Zo speelde hij in 1953 met de Muddy Waters Band in de Zanzibar Club in Chicago, in 1956 met Elmore James bij Silvio's, de favoriete bluesclub van Howlin' Wolf. Bekend werd hij echter vooral als begeleider van Jimmy Reed, met wie hij vanaf 1955 tot in de jaren 1960 dwars door de Verenigde Staten tot naar Mexico toerde en door zijn samenwerking met John Lee Hooker, met wie hij tussen 1954 en 1957 in de studio ging en door de Verenigde Staten toerde. Naast zijn werkzaamheid bij Jimmy Reed vond hij in 1963/1964 genoeg tijd om te spelen met de Paul Butterfield Blues Band en Floyd Jones.
Nadat Vee-Jay Records failliet werd verklaard, wisselde Jimmy Reed naar Bluesway Records, waarbij hij met Eddie Taylor als orkestleider tussen 1966 en 1968 diverse singles en albums uitbracht. Maar Taylor was niet alleen een gevraagd gitarist in de studio, maar werd ook als e-bassist gevraagd. Een voorbeeld daarvan is het Homesick James-album Blues from the Southside bij Prestige Records uit 1964. In 1966 nam Taylor een album op onder zijn eigen naam voor Testament Records in Chicago. In 1968/1969 toerde hij vaak door Europa met John Lee Hooker en het AFBF in 1968. In 1969 begeleidde hij samen met Pinetop Perkins, Jimmy Dawkins en anderen de bluesharpspeler en zanger Carey Bell als frontman op diens platendebuut Carey Bell's Bluesharp bij Delmark Records. Deze in Chicago opgenomen plaat was iets rauw en klonk meer naar een sessie, maar had niettemin luisterbare muziek te bieden.
Zijn beste plaat was echter de voortreffelijke, in 1972 uitgebrachte lp I Feel so Bad bij Advent Records en opgenomen in Hollywood. Uitgezonderd Eddie Taylor speelden hier geen bluesmannen uit Chicago, maar meer westcoast-bluesmuzikanten als George Smith en de uit Louisiana afkomstige gitarist Phillip Walker en de swingpianist Jimmy Jones (1918–82), die had gespeeld met de zangeressen Sarah Vaughan en Ella Fitzgerald. Waarschijnlijk stimuleerde het echter Taylor om zich op een andere stijl te concentreren resp. eigen wegen te bewandelen. Acht van de twaalf nummers waren eigen composities, waaronder de funky soulblues There'll Be a Day, de akoestische solo Stroll Out West, die Taylor al in 1957 al eens had opgenomen voor Vee-Jay Records en Catfish Blues van Robert Petway als voorbeeld had, maar toentertijd niet was uitgebracht en de mid-tempo-blues Sitting Here Thinking. Bij de coverversies prees Eddie Taylor Jimmy Reed met Going Upside Your Head, Robert Johnson met Stop Breaking Down, Robert Nighthawk met Jackson Town en Charley Patton met Bullcow Blues tribute. Het samenspel van de band, vooral de beide variërende gitaristen, beviel goed.
Begin jaren 1970 speelde Taylor soms voor liveconcerten bij de band van bluesdrummer Sam Lay. In 1973 was hij te gast bij het Ann Arbor Bluesfestival en bezocht hij met het Chicago Blues Festival opnieuw Europa. In april 1974 toerde hij, ditmaal met de American Blues Legends, een verdere keer door Europa en nam hij op voor het Britse Big Bear Records. Tijdens deze opnamesessies werd hij o.a. begeleid door Pete York en de pianist Bob Hall, die een zeer vroeg lid was van Savoy Brown en de Groundhogs. Deze sessies bracht goede versies van My Little Machine van Drifting Slim en een jazzige versie van Ready for Eddie voort.
In de Savoy Club van San Francisco kwam het in het jaar van overlijden van Jimmy Reed (1976) nog een keer tot een hernieuwde samenwerking tussen de beide blueslegenden. In het daaropvolgende jaar speelde Taylor weer in Europa en zelfs in Japan. Hij speelde met de Aces (Odie Payne, Louis en Dave Myers), die oorspronkelijk Fenton Robinson zou begeleiden, die echter naar aanleiding van visumproblemen de toelating werd geweigerd. Van deze tournee is een cd verschenen bij Blind Pig Records.
In 1980 nam hij een lp op voor L+R Records met o.a Hubert Sumlin, Sunnyland Slim en Carey Bell in Chicago. In hetzelfde jaar toerde hij in het kader van het American Folk Blues Festival door Europa en speelde hij bijna tot aan zijn dood clubconcerten en festivaloptredens in Chicago, maar ook zeer vaak in New York.

## Overlijden
Eddie Taylor overleed in december 1985 op 62-jarige leeftijd. Hij werd bijgezet in Alsip, Illinois. Zijn zoon Eddie Taylor jr. (1966–2019) was als bluesgitarist actief in Chicago en speelde in de stijl van zijn vader, weliswaar zonder al te groot commercieel succes.
- Bibliothèque nationale de France: cb13900314n (data)
- Gemeinsame Normdatei: 134536924
- International Standard Name Identifier: 0000 0000 5513 4031
- Library of Congress Control Number: n91094373
- MusicBrainz: 3088612f-a12d-4929-9c97-c15da18788b3
- Nationale Bibliotheek van Polen: a0000003359530
- Nederlandse Thesaurus van Auteursnamen: 074296221
- SNAC: w6pc6611
- Virtual International Authority File: 14959739
- WorldCat: E39PBJkD3kg6mMpPkwt4YFXw4q